# A Rural Elopement
«A Rural Elopement» — американский короткометражный драматический фильм Дэвида Уорка Гриффита.

## Сюжет
Хэнк Хопкинс и Синтия Стеббинс страстно любили друг друга, но отцу Синтии это не нравилось. Он всегда прерывал их тайные свидания, что вынудило их совершить побег...

## В ролях
| Актёр           | Роль            |
| --------------- | --------------- |
| Линда Арвидсон  | Синтия Стеббинс |
| Джордж Гебхардт | Хэнк Хопкинс    |
| Гарри Солтер    | голодный Генри  |
| Дэвид Майлз     | Дэд Стеббинс    |
| Джон Р. Кампсон |                 |
| Гай Хедлунд     |                 |
| Мэрион Леонард  |                 |
| Оуэн Мур        |                 |
| Мак Сеннет      |                 |